# Prvenstvo Hrvatske u nogometu za juniore 1995./96.
Juniorski prvaci Hrvatske u nogometu za sezonu 1995./96. su bili nogometaši Rijeke

## Prvi rang
Prvo je igrano po regijama nogometnog saveza, a četiri najuspješnije momčadi su se plasirale u završnicu.

### Završni turnir
| klub1            | klub2              | rez.           |
| poluzavršnica    | poluzavršnica      | poluzavršnica  |
| ---------------- | ------------------ | -------------- |
| Hajduk (Split)   | Varteks (Varaždin) | 0:0 (4:5 11 m) |
| Croatia (Zagreb) | Rijeka (Rijeka)    | 0:1            |
|                  |                    |                |
| za 3. mjesto     |                    |                |
| Hajduk (Split)   | Croatia (Zagreb)   | 2:0            |
|                  |                    |                |
| za prvaka        |                    |                |
| Rijeka           | Varteks (Varaždin) | 2:2 (6:5 11 m) |